# Gory Days
| Оценки критиков | Оценки критиков |
| Источник        | Оценка          |
| --------------- | --------------- |
| AllMusic        | [ 1 ]           |

«Gory Days» (с англ. — «Окровавленные дни») — второй сольный студийный альбом американского рэпера Некро, выпущенный 13 ноября 2001 года на собственном независимом лейбле Psycho+Logical-Records. Пластинка была записана на звукозаписывающей студии Fast Forward Studios в родном городе артиста, Нью-Йорке. Музыкальным и исполнительным продюсером проекта, как и на прошлом альбоме, «Мне нужны наркотики», выступил сам Некро. Приглашёнными гостями стали его старший брат Илл Билл, М-р Хайд, Goretex и Капитан Carnage. Альбом породил два сингла: «Morbid» с би-сайдом «Empty The Clip» и «Bury You With Satan» с би-сайдом «World Gone Mad». На песню «Dead Body Disposal» с Питером Грином в главной роли был снят видеоклип.
Первоначально состоящий из 14 композиций, альбом был переиздан 1 октября 2002 года как специальное издание ограниченным тиражом 5000 копий с двумя бонусными треками и DVD. В 2003 году была выпущена инструментальная версия из 16 минусовок.
На песни «Bury You With Satan», «Dead Body Disposal» и «Poetry In The Streets» впоследствии были сделаны ремиксы для микстейпа «Street Villains Vol. 1», с новым куплетом, записанным специально для каждого из ремиксов. На «Bury You With Satan» снова был сделан ремикс для микстейпа «Street Villains Vol. 2» 2005 года. Песня «Circle Of Tyrants» послужила названием одноименной супергруппы в составе Некро, Илл Билла, Горетекса и М-р Хайда, выпустившей в 2005 году одноимённый дебютный, и, на сегодняшний день единственный, студийный альбом.
В 2013 году журнал «Complex» поставил песню «Dead Body Disposal» на 4-е место в их списке «25 самых жестоких рэп-песен всех времен», а специализирующийся на хип-хоп музыке журнал «XXL» назвал эту же песню одной из «25 самых тревожных хип-хоп песен».

## Список композиций
| №                   | Название                                                                        | Длительность |
| ------------------- | ------------------------------------------------------------------------------- | ------------ |
| 1.                  | «Bury You With Satan»                                                           | 4:01         |
| 2.                  | «World Gone Mad»                                                                | 4:50         |
| 3.                  | «Light My Fire»                                                                 | 3:23         |
| 4.                  | «Circle Of Tyrants» (при участии М-р Хайд, Goretex, Илл Билл и Капитан Carnage) | 4:51         |
| 5.                  | «Dead Body Disposal»                                                            | 5:43         |
| 6.                  | «You're All Dying»                                                              | 3:35         |
| 7.                  | «All Hotties Eat The Jizz»                                                      | 4:09         |
| 8.                  | «Scalpel»                                                                       | 3:55         |
| 9.                  | «12 King Pimp Commandments»                                                     | 4:09         |
| 10.                 | «Gory Days»                                                                     | 3:15         |
| 11.                 | «Poetry In The Streets» (при участии Илл Билл)                                  | 3:42         |
| 12.                 | «Don't Try To Ruin It»                                                          | 3:38         |
| 13.                 | «One Way Or Another»                                                            | 3:33         |
| 14.                 | «Morbid»                                                                        | 2:46         |
| Общая длительность: | Общая длительность:                                                             | 55:30        |

| №   | Название                                     | Длительность |
| --- | -------------------------------------------- | ------------ |
| 15. | «24 Shots»                                   | 3:59         |
| 16. | «Violins Of Violence» (при участии М-р Хайд) | 3:34         |

### Список сэмплов
Примечание: информация об использованных сэмплах представлена с сайта WhoSampled.com, так как отсутствует в официальных источниках (физических и электронных вариантах данных альбома)
- В песне «Bury You With Satan» были использованы элементы «Сюиты» группы The Eleventh House.
- В песне «Light My Fire» были использованы элементы композиций «Voyages» Мишеля Польнареффа и «Light My Fire» группы The Doors.
- В песне «Dead Body Disposal» были использованы элементы «Мелиссы» Фрэнсиса Лая, «Let’s Talk About Sex» Солт-Н-Пепы и диалог из фильма 2000 года «Большой куш».
- В песне «All Hotties Eat The Jizz» были использованы элементы «La Via Della Prostituzione M9» Нико Фиденко и «Nobody Beats The Biz» Биз Марки и Ти Джей Свона.
- В песне «Scalpel» были использованы элементы «Looks Like Twins» Отиса Спэнна.
- В песне «Gory Days» были использованы элементы «Glory Days» Брюса Спрингстина.
- В песне «Poetry In The Streets» были использованы элементы «Песни фонарщиков» Мзуири.
- В песне «One Way Or Another» были использованы элементы «Dawning» группы Triumvirat и «One Way or Another» группы Blondie.
- В песне «24 Shots» использованы элементы элементы «Dopping 2000» Габриэле Дюкро.
- В песне «Violins Of Violence» использованы элементы «Bella By Barlight» Джона Лурье из фильма 1984 года «Более странно, чем в раю» и монолога Миллы Йовович из фильма 1999 года «Жанна д’Арк».

## Участники записи
- Рон Браунштейн — автор песен и вокалист, музыкальный продюсер, аранжировщик, микширование, исполнительный продюсер, художественный руководитель, дизайнер, фотограф, менеджер
- Уильям Браунштейн — автор песен и вокал на 4 и 11
- Christopher «Mr. Hyde» Catenacci — автор песни и вокал на 4, фотограф
- Mitchell «Goretex» Manzanilla — автор песни и вокал на 4
- Captain Carnage — автор песни и вокал на 4
- The Kid Joe — автор песни и вокал на 12
- Эллиотт Томас — звукозапись и микширование
- John «Sabac Red» Fuentes — микширование
- Bones — музыкальный инженер
- Дункан Станбари — мастеринг
- Майк Льюис — фотограф